# پیش‌زمینه‌های تاریخی جنگ روسیه و اوکراین
عوامل گوناگون اجتماعی، فرهنگی، قومی و زبانی در آغاز ناآرامی‌ها در شرق و جنوب اوکراین و جنگ روسیه و اوکراین پس از انقلاب اوکراین دست داشتند. پس از استقلال اوکراین از اتحاد جماهیر شوروی در سال ۱۹۹۱، شکاف‌های تاریخی و فرهنگی و ساختار ضعیف دولتی مانع گسترش هویت ملی اوکراینی یکتا شدند. در شرق و جنوب اوکراین، روسی‌سازی و استقرار قومی روس در طول سده‌ها فرمانروایی روس‌ها باعث شد که زبان روسی حتی در میان اوکراینی‌ها هم برتری پیدا کند. از زمان تبعید تاتارهای بومی کریمه توسط ژوزف استالین، دبیرکل شوروی پس از جنگ جهانی دوم، روس‌ها در کریمه اکثریت جمعیت را تشکیل می‌دهند. این در تضاد با غرب و مرکز اوکراین است که از نظر تاریخی توسط قدرت‌های گوناگونی مانند کشورهای مشترک المنافع لهستان-لیتوانی و امپراتوری اتریش اداره می‌شدند. در این مناطق هویت قومی، ملی و زبانی اوکراینی دست نخورده باقی مانده‌است.
تنش بین این دو سنت تاریخی و فرهنگی رقیب و هماورد به درگیری سیاسی و اجتماعی در طول یورومیدان تبدیل شد که زمانی آغاز شد که ویکتور یانوکوویچ رئیس‌جمهور آن زمان اوکراین از امضای توافقنامه ارتباط با اتحادیه اروپا در ۲۱ نوامبر ۲۰۱۳ خودداری کرد. پشتیبانی از روابط نزدیکتر با اروپا، در غرب و مرکز اوکراین قوی بود، در حالی که بسیاری در شرق و جنوب اوکراین به‌طور سنتی طرفدار روابط قوی تر با روسیه بودند. رئیس‌جمهور یانوکوویچ که بیشتر پشتیبانی خود را از مناطق شرقی به دست آورده بود، در فوریه ۲۰۱۴ از سمت خود کنار رفت. برکناری او با اعتراضاتی در شرق و جنوب اوکراین همراه شد که تأکید زیادی بر اهمیت روابط تاریخی با روسیه، زبان روسی و ضدیت با جنبش یورومیدان داشت.

## کریمه

### دوره امپراتوری
پس از جنگ روسیه و ترکیه ۱۷۶۸–۱۷۷۴، خانات کریمه، وابسته به امپراتوری عثمانی، که در سال ۱۴۴۱ تشکیل شده بودند، با معاهده کوچوک کاینارکا در سال ۱۷۷۴ مستقل شدند. در سال ۱۷۸۳ به عنوان " استان تائوریدا " توسط امپراتوری روسیه ضمیمه روسیه شدند. جمعیت‌شناسی کریمه در سده‌های پس از الحاق، دستخوش تغییرات شگرفی شد. پیش از الحاق کریمه به روسیه، کریمه بیشتر محل زندگی تاتارهای کریمه، مردمی ترک که عمدتاً مسلمان بودند، بود. علاوه بر این، این شبه‌جزیره توسط یونانی‌های پونتیک (اوروم‌ها) و ارمنی‌ها که بیشتر مسیحی بودند نیز پر شده بود. در آستانه الحاق و بلافاصله پس از آن، روسیه همه مسیحیان را ابتدا تشویق کرد و بعداً به آنها دستور داد تا از کریمه خارج شوند و آنها را در ساحل شمالی دریای آزوف، بین ماریوپل و نخجوان-آن-دون، اسکان داد. امپراتور کاترین کبیر بسیاری از زمین‌هایی را که ضمیمه شده بودند به مشاوران و دوستان خود بخشید. ساکنان بومی این سرزمین‌ها اغلب به بیرون رانده می‌شدند که باعث مهاجرت گسترده تاتارها به آناتولی تحت کنترل عثمانی شد. شهرک‌نشینان روسی برای استعمار سرزمین‌هایی که زمانی توسط تاتارهای فراری اشغال شده بود آورده شدند. تا سال ۱۹۰۳، ۴۰ درصد از جمعیت کریمه، به استثنای شهرهای سواستوپل و ینی-کاله، پیروان مذهب ارتدکس روسیه بودند. ۴۴٫۶٪ آنها مسلمان بودند. در این چارچوب «مسلمان» بودن مترادف با قومیت تاتار کریمه است. روس‌ها اکثریت جمعیت دو شهر محروم و جداگانه را تشکیل می‌دادند. در طول این زمان و دقیقاً پیش از آن، کریمه به عنوان "قلب رمانتیسیسم روسی " در نظر گرفته می‌شد.

### دوره شوروی
کریمه از سال ۱۹۲۱ تا ۱۹۴۴ در داخل جمهوری سوسیالیستی فدراتیو شوروی روسیه (SFSR) تحت عنوان جمهوری سوسیالیستی خودمختار شوروی کریمه (ASSR) خودمختاری داشت. بر اساس سرشماری شوروی در سال ۱۹۲۶، ۴۲٫۲٪ از جمعیت ASSR کریمه روسی، ۲۵٪ تاتار کریمه، ۱۰٫۸٪ اوکراینی، ۷٪ یهودی و ۱۵٪ از سایر اقوام بودند. رهبر شوروی، جوزف استالین ، کل جمعیت تاتارهای کریمه را از کریمه تبعید کرد و خودمختاری کریمه را در سال ۱۹۴۴ لغو کرد. در آن زمان تاتارهای کریمه حدود یک پنجم جمعیت کریمه را تشکیل می‌دادند و تعداد آنها حدود ۱۸۳۱۵۵ نفر بود. بیشتر آنها به بیابان‌های آسیای مرکزی تحت کنترل شوروی فرستاده شدند. حدود ۴۵ درصد از اخراج شدگان در جریان اخراج جان خود را از دست دادند. پس از این رویدادها، برای اولین بار در تاریخ، روس‌ها اکثریت جمعیت کریمه را تشکیل می‌دادند.
نیکیتا خروشچف، دبیر نخست شوروی، کریمه را در سال ۱۹۵۴ از اتحاد جماهیر شوروی روسیه به اتحاد جماهیر شوروی اوکراین منتقل کرد. خودمختاری کریمه در سال ۱۹۹۱ پس از همه‌پرسی، درست پیش از انحلال اتحاد جماهیر شوروی، دوباره برقرار شد.

### دوره اوکراین
استقلال اوکراین با همه‌پرسی که در ۱ دسامبر ۱۹۹۱ برگزار شد تأیید شد. در این همه‌پرسی ۵۴ درصد از رای‌دهندگان کریمه از استقلال از اتحاد جماهیر شوروی پشتیبانی کردند. به دنبال آن رای پارلمان کریمه در سال ۱۹۹۲ به برگزاری رفراندوم استقلال از اوکراین، منجر به یک بحران دو ساله بر سر وضعیت کریمه شد. در همان زمان، شورای عالی روسیه به لغو واگذاری کریمه به اوکراین رای داد. در ژوئن همان سال، دولت اوکراین در کیف به کریمه خودمختاری زیادی داد و آن راجمهوری خودمختار کریمه در داخل اوکراین نامید. با وجود این، جنگ بین دولت کریمه، دولت روسیه و دولت اوکراین ادامه یافت. در سال ۱۹۹۴، یوری مشکوف ملی‌گرای روسی در انتخابات ریاست‌جمهوری کریمه در سال ۱۹۹۴ پیروز شد و همه‌پرسی مصوب قبلی دربارهٔ وضعیت کریمه را اجرا کرد. ۱٫۳ میلیون نفر در این همه‌پرسی رای دادند، ۷۸٫۴٪ از آنها از خودمختاری بیشتر از اوکراین حمایت کردند، در حالی که ۸۲٫۸٪ از اجازه دادن تابعیت دوگانه روسیه و اوکراین حمایت کردند. بعداً در همان سال، وضعیت کریمه به عنوان بخشی از اوکراین توسط روسیه به رسمیت شناخته شد و روسیه متعهد شد که تمامیت ارضی اوکراین را در یادداشت بوداپست حفظ کند. این معاهده توسط ایالات متحده آمریکا، انگلستان و فرانسه نیز امضا شد. اوکراین قانون اساسی کریمه را لغو کرد و در سال ۱۹۹۵ ریاست جمهوری کریمه را نیز لغو کرد. کریمه در سال ۱۹۹۸ قانون اساسی جدیدی را دریافت کرد که به نسبت قانون قبلی خودمختاری کمتری داشت. مقامات کریمه بعداً به دنبال بازگرداندن اختیارات قانون اساسی قبلی رفتند. در طول دهه ۱۹۹۰، بسیاری از تبعیدشدگان تاتار کریمه و فرزندان آنها به کریمه بازگشتند.
یکی از تنش‌های اصلی در روابط روسیه و اوکراین پس از فروپاشی اتحاد جماهیر شوروی، وضعیت ناوگان دریای سیاه بود که در سواستوپل مستقر بوده و هست. بر اساس معاهده تقسیم روسیه و اوکراین در سال ۱۹۹۷، که مالکیت پایگاه‌ها و کشتی‌های نظامی در کریمه را تعیین کرد، روسیه مجاز به داشتن حداکثر ۲۵۰۰۰ سرباز، ۲۴ سامانه توپخانه (با کالیبر کمتر از ۱۰۰ میلی‌متر)، ۱۳۲ خودروی زرهی و ۲۲ هواپیمای نظامی در کریمه بود. این معاهده در سال ۲۰۱۰ توسط رئیس‌جمهور اوکراین ویکتور یانوکوویچ تمدید شد. بر اساس این قرارداد جدید، به روسیه حق داده شد تا ناوگان دریای سیاه را تا سال ۲۰۴۲ در کریمه مستقر کند. ساکنان شهر فئودوسیا در کریمه در ژوئن ۲۰۰۶ در اعتراض به پهلوگیری کشتی "Advantage" نیروی دریایی ایالات متحده تظاهرات کردند. معترضان تابلوهایی با شعارهای ضد ناتو حمل می‌کردند و حضور نیروهای وابسته به ناتو را «تجاوز» می‌دانستند. برخی از مفسران در اوکراین اعتراضات را «دست‌اندازی روسیه» خواندند.
در انتخابات پارلمان کریمه در سال ۲۰۱۰، حزب مناطق بیشترین سهم را به خود اختصاص داد، در حالی که حزب کمونیست اوکراین که رتبه دوم را کسب کرد، سهم بسیار کمتری را به خود اختصاص داد. هر دوی این احزاب سیاسی بعداً هدف جنبش یورومیدان شدند. یوری الکساندرویچ مشکوف، رئیس‌جمهور سابق کریمه در ژوئیه ۲۰۱۱ خواستار برگزاری همه‌پرسی برای بازگرداندن قانون اساسی کریمه در سال ۱۹۹۲ شد. در نتیجه یک دادگاه محلی در کریمه مشکوف را به مدت پنج سال از اوکراین اخراج کرد.

### جمعیت‌شناسی معاصر
بر پایه سرشماری اوکراین در سال ۲۰۰۱، روس‌ها ۵۸٫۵ درصد از جمعیت کریمه را تشکیل می‌دهند. دو گروه قومی بعدی اوکراینی‌ها که ۲۴ درصد و تاتارهای کریمه که ۱۰٫۲ درصد را تشکیل می‌دادند بودند. دیگر اقلیت‌های قومی که در کریمه حضور دارند شامل بلاروس‌ها و ارمنی‌ها هستند. ۷۷ درصد از جمعیت کریمه زبان مادری خود را روسی، ۱۱٫۴ درصد تاتاری کریمه و ۱۰٫۱ درصد اوکراینی گزارش کردند.

## دونباس

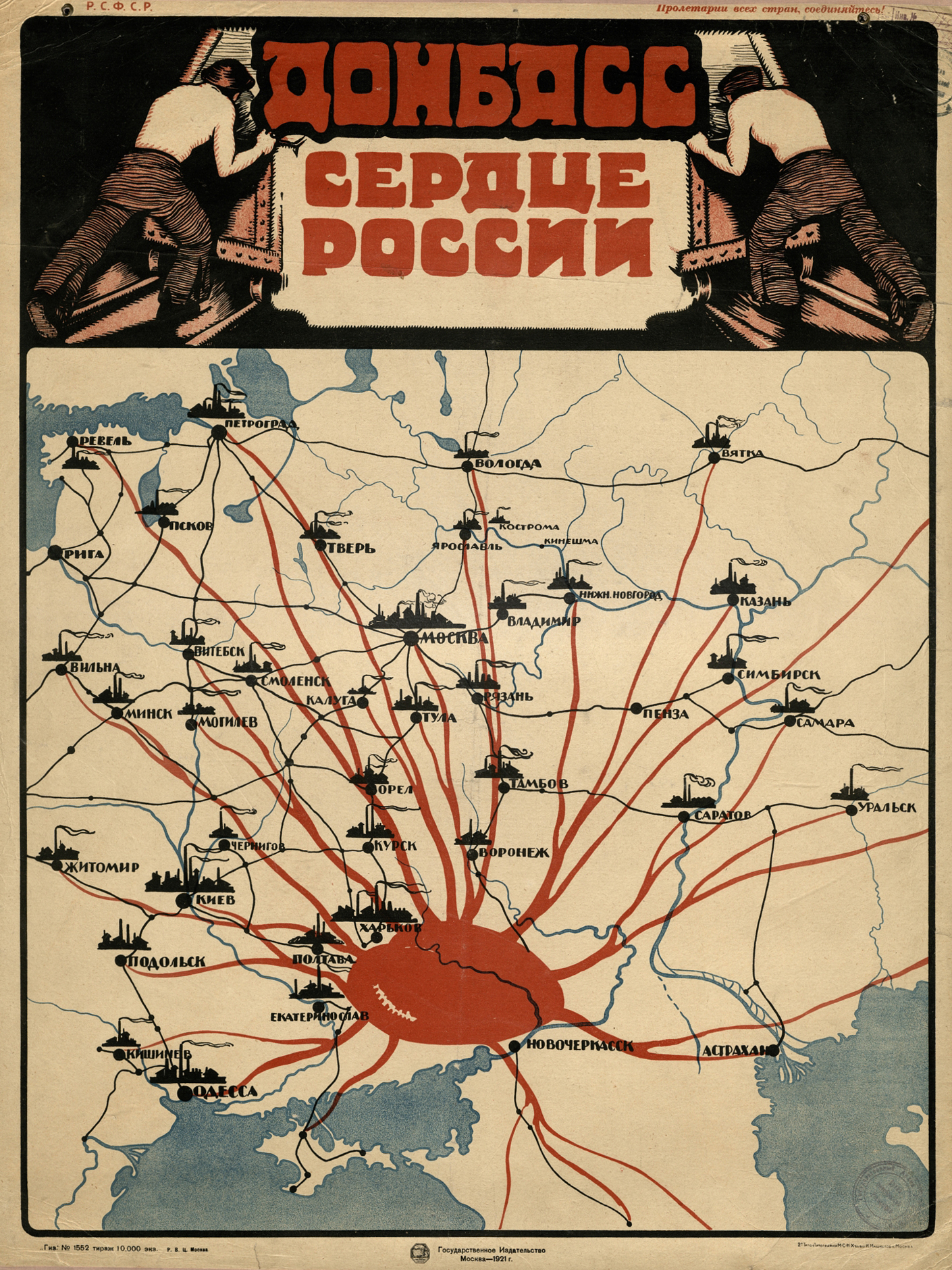
پوستری مربوط به دوران شوروی که دونباس را به تصویر می‌کشد و روی آن نوشته شده‌است: «دنباس قلب روسیه است».

### دوره امپراتوری
دونباس (اوکراینی: Донбас ; روسی: Донба́сс)، یا حوضه دونتس، منطقه ای است که امروزه از استان‌های دونتسک و لوهانسک اوکراین تشکیل شده‌است. قبلاً برای " مزارع وحشی " (اوکراینی: дике поле) شناخته می‌شد. منطقه ای که اکنون دونباس نامیده می‌شود تا میانه سده ۱۸، زمانی که امپراتوری روسیه به رهبری امپراتور کاترین دوم، هتمانات و هتمانات را فتح کرد تا حد زیادی تحت کنترل هتمانات قزاق اوکراین و خانات کریمه ترک بود. روسیه نام این سرزمین‌ها را «روسیه جدید» (روسی: Новоро́ссия، نووروسیا) گذاشت. با وقوع انقلاب صنعتی در سراسر اروپا، منابع عظیم زغال سنگ دونباس در میانه سده نوزدهم مورد بهره‌برداری قرار گرفت. این امر منجر به رونق جمعیت در منطقه شد که عمدتاً مهاجران روسی بودند. در سال ۱۸۵۸، جمعیت منطقه ۷۰۰۷۶۷ نفر بود که تا سال ۱۸۹۷ به ۱۴۵۳۱۰۹ نفر رسید. بر اساس سرشماری امپراتوری روسیه در سال ۱۸۹۷، اوکراینی‌ها ۵۲٫۴ درصد از جمعیت منطقه را تشکیل می‌دادند، در حالی که روس‌ها ۲۸٫۷ درصد را تشکیل می‌دادند. یونانی‌ها، آلمانی‌ها، یهودی‌ها و تاتارها نیز در دونباس، به‌ویژه در ناحیه ماریوپل، که ۳۶٫۷ درصد از جمعیت آن را تشکیل می‌دهند، حضور چشمگیری داشتند. با وجود این، روس‌ها اکثریت نیروی کار صنعتی را تشکیل می‌دادند. اوکراینی‌ها بر مناطق روستایی تسلط داشتند، اما شهرها بیشتر تنها توسط روس‌هایی که به دنبال کار در صنایع سنگین منطقه آمده بودند، مسکونی شده بودند. آن دسته از اوکراینی‌های قومی که برای کار به شهرها نقل مکان کردند، به سرعت در طبقه کارگر روسی زبان جذب شدند.

### دوره شوروی
اوکراینی‌های دونباس تحت تأثیر قحطی هولودومور در سال‌های ۱۹۳۲–۱۹۳۳ و سیاست روسی‌سازی ژوزف استالین قرار گرفتند. از آنجایی که اکثر اوکراینی‌ها کشاورزان و دهقانان روستایی بودند (که توسط رژیم شوروی " کولاک " نامیده می‌شد)، بیشترین قحطی را متحمل شدند. بر اساس گزارش انجمن اوکراینی‌ها در بریتانیای کبیر، جمعیت منطقه ای که اکنون استان لوهانسک است در نتیجه قحطی ۲۵ درصد کاهش یافت و منطقه ای که اکنون استان دونتسک است، ۱۵ تا ۲۰ درصد کاهش به خود دید. بر اساس یک تخمین، ۸۱٫۳٪ از کسانی که در طول قحطی در SSR اوکراین جان باختند، اوکراینی نژاد بودند، در حالی که تنها ۴٫۵٪ از نژاد روسیه بودند. در طول بازسازی دونباس پس از جنگ جهانی دوم، بسیاری از کارگران روسی برای سکونت مجدد در منطقه وارد شدند و تعادل جمعیت را بیشتر تغییر داد. در سال ۱۹۲۶، ۶۳۹۰۰۰ نفر روس در دونباس ساکن بودند. تا سال ۱۹۵۹، جمعیت قومی روسیه بیش از دو برابر شد و به ۲٫۵۵ میلیون نفر رسید. روسی‌سازی با اصلاحات آموزشی شوروی در سال‌های ۱۹۵۸–۱۹۵۹، که منجر به حذف تقریباً تمام آموزش‌های زبان اوکراینی در دونباس شد، بیشتر پیشرفت کرد. در زمان سرشماری شوروی در سال ۱۹۸۹، ۴۵ درصد از جمعیت دونباس قومیت خود را روس گزارش کردند.

### دوره اوکراین
پس از فروپاشی اتحاد جماهیر شوروی در سال ۱۹۹۱، ساکنان دونباس بر خلاف بقیه اوکراین، عموماً طرفدار روابط قوی تر با روسیه بودند. . به دنبال اعتصاب معدنچیان در سال ۱۹۹۳ در منطقه که خواستار یک اوکراین فدرال و خودمختاری اقتصادی برای دونباس بودند، یک همه‌پرسی در سال ۱۹۹۴ در مورد مسائل گوناگون قانون اساسی در استان‌های دونتسک و لوهانسک، همزمان با نخستین انتخابات پارلمانی در اوکراین مستقل برگزار شد.
رای‌دهندگان و سیاستمداران دونباس تا زمان انقلاب نارنجی ۲۰۰۴ نفوذ گسترده‌ای بر سیاست اوکراین داشتند. ویکتور یانوکوویچ، نخست‌وزیر وقت، که هدف انقلابی داشت، اهل دونباس است و بیشترین حمایت خود را نیز در آنجا پیدا کرده‌است. در اوج انقلاب، سیاستمداران منطقه ای طرفدار یانوکوویچ در دونباس خواستار برگزاری همه‌پرسی در مورد ایجاد " جمهوری خودمختار اوکراین در جنوب شرقی " یا جدایی از اوکراین شدند. این اتفاق نیفتاد و حزب مناطق یانوکوویچ در انتخابات پارلمانی اوکراین در سال ۲۰۰۶ پیروز شد. او بعداً در سال ۲۰۱۰ به عنوان رئیس‌جمهور انتخاب شد. دولت او به رهبری نخست‌وزیر میکولا آزاروف، قانون بحث‌برانگیز زبان منطقه ای را در سال ۲۰۱۲ اجرا کرد. این قانون به زبانی وضعیت «زبان منطقه ای» را می‌دهد که در آن درصد نمایندگان گروه قومی آن بیش از ۱۰٪ از کل جمعیت یک منطقه اداری تعریف شده باشد. وضعیت زبان منطقه ای اجازه استفاده از زبان‌های اقلیت را در دادگاه‌ها، مدارس و سایر موسسات دولتی در این مناطق اوکراین می‌دهد. این بدان معناست که زبان روسی برای اولین بار از زمان استقلال اوکراین در دونباس به رسمیت شناخته شد. این قانون در ۲۸ فوریه ۲۰۱۸ توسط دادگاه قانون اساسی اوکراین خلاف قانون اساسی اعلام شد و در سال ۲۰۱۹ با قانون جدیدی جایگزین شد که هدف آن تقویت استفاده از زبان اوکراینی بود.

### جمعیت‌شناسی معاصر
بر اساس سرشماری اوکراین در سال ۲۰۰۱، ۵۷٫۲٪ از جمعیت دونباس را اوکراینی‌ها، ۳۸٫۵٪ روس‌ها، و ۴٫۳٪ سایر گروه‌های قومی، عمدتاً یونانی (۱٫۱٪) و بلاروس (۰٫۹٪) تشکیل می‌داد. ۷۲٫۸٪ از جمعیت گزارش کردند که زبان مادری آنها روسی است. زبان‌های دیگر که عمدتاً توسط گروه‌های قومی اقلیت صحبت می‌شود، ۱٫۱ درصد از جمعیت را تشکیل می‌دهند. در میان این گروه‌ها، تنها روماها گزارش شده‌اند که از زبان روسی در زندگی روزمره استفاده نمی‌کنند و به جای آن از زبان رومی استفاده می‌کنند.

## استان خارکف

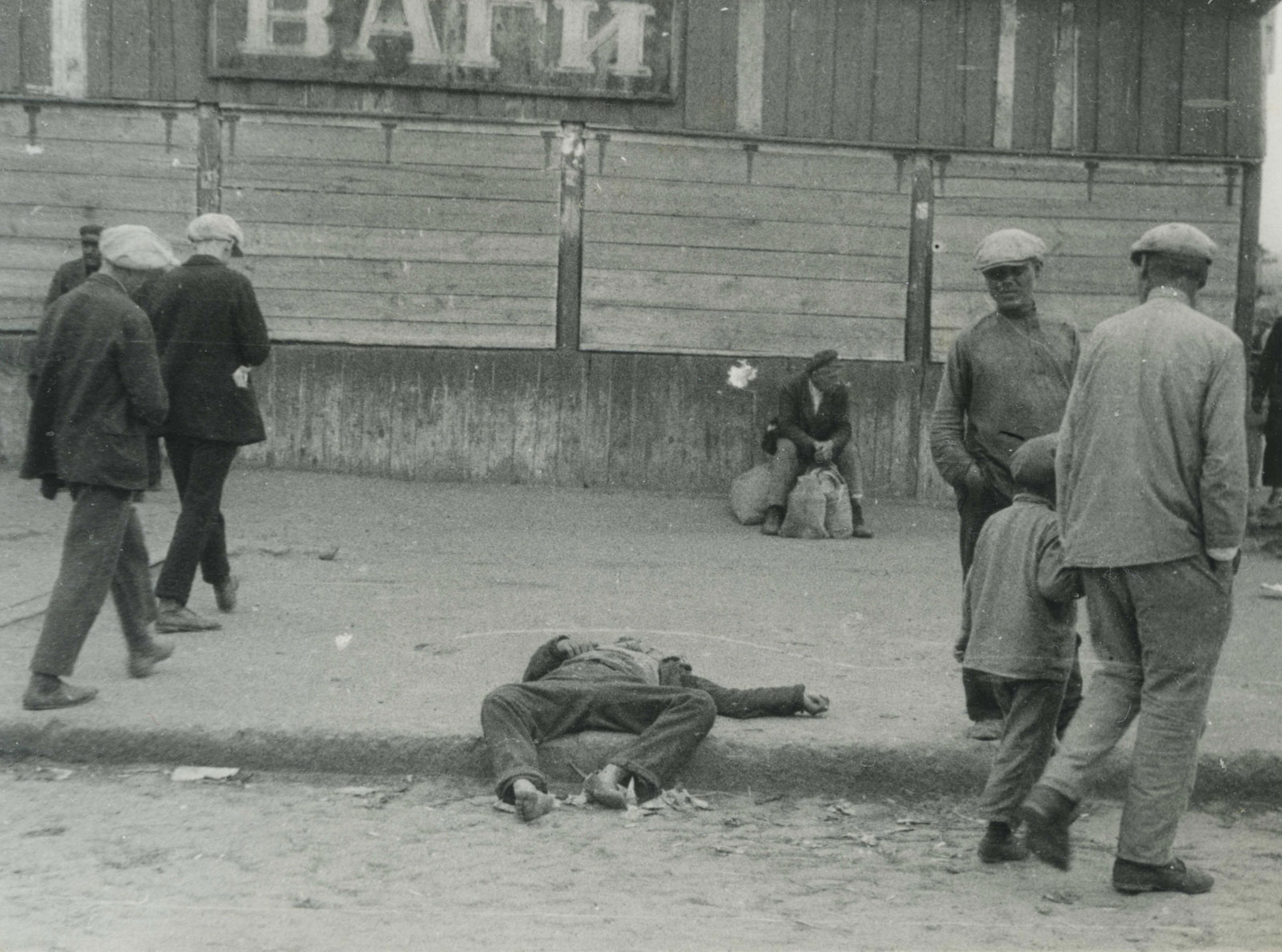
جسد روی سنگفرش در خارکف در زمان هولودومور

خارکف که پیشتر یک منطقه کم جمعیت بود، تعداد زیادی از مهاجران اوکراینی را برای اولین بار در زمان قیام خلمنتسکی ۱۶۴۸–۵۷ در خود جای داد. این مهاجران از جنگ بین قزاق‌های اوکراینی و کشورهای مشترک المنافع لهستان-لیتوانی در نزدیکی رودخانه دنیپر فرار کرده بودند. منطقه ای که در آن ساکن شدند «اسلوبودا اوکراین» نام داشت (اوکراینی: Слобiдська Україна، اسلوبودسکایا اوکراین). در طول سده‌های بعد، موج‌های متعدد مهاجرت به اسلوبودا اوکراین، هم اوکراینی‌های قومی و هم روس‌های قومی را به همراه داشت. پیش از سده نوزدهم، تعداد کمی از روس‌ها در این منطقه ساکن شدند. آنها تمایل داشتند در شهرها زندگی کنند، در حالی که مناطق روستایی تحت تسلط اوکراینی‌ها بود. این منطقه یک دولت خودمختار قزاق داشت تا اینکه در سال ۱۷۶۵ توسط کاترین کبیر خودمختاری لغو شد. در سال ۱۸۳۲، شکاف شهری و روستایی به شدت ریشه دوانید: ۵۰٪ از بازرگانان را روس‌ها، و ۴۵٪ از صاحبان کارخانه‌ها روس بودند. در راستای این روسی شدن فزاینده، نام اسلوبودا اوکراین با فرمانداری خارکف در سال ۱۸۳۵ جایگزین شد. در سرشماری امپراتوری ۱۸۹۷ نشان داده شده‌است که زبان مادری ۸۰٫۶٪ از جمعیت استان خارکف اوکراینی بوده، در حالی که زبان روسی به عنوان زبان مادری تنها ۱۷٫۷٪ از جمعیت بوده‌اند.
شهر خارکف در سال ۱۹۲۲ پایتخت اتحاد جماهیر شوروی اوکراین شد. در طول قحطی هولودومور ۱۹۳۲–۱۹۳۳، حومه منطقه خارکف که اکثریت جمعیت اوکراینی داشت ویران شد. در همان زمان، شهر خارکف به شدت صنعتی شد و جمعیت روسی آن رونق گرفت. تا زمان سرشماری شوروی در سال ۱۹۸۹، ۳۳٫۲ درصد از جمعیت استان خارکف را روسی می‌دانستند و ۴۸٫۱ درصد از جمعیت گزارش کردند که زبان مادری آنها روسی است.

### جمعیت‌شناسی معاصر
بر اساس سرشماری اوکراین در سال ۲۰۰۱، اوکراینی‌های قومی ۷۰٫۷ درصد از جمعیت استان خارکف را تشکیل می‌دهند، در حالی که روس‌ها ۲۵٫۶ درصد را تشکیل می‌دهند. سایر اقلیت‌های قومی ثبت شده در استان خارکف شامل ارامنه، یهودیان و بلاروس‌ها هستند. ۵۳٫۸ درصد از جمعیت گزارش کردند که زبان مادری آنها اوکراینی است، در حالی که ۴۴٫۳ درصد گزارش کردند که زبان آن روسی است.

## استان اودسا
در سال ۱۵۹۳، امپراتوری عثمانی منطقه ای را که اکنون استان اودسا نامیده می‌شود، فتح کرد و آن را به نام اوزو ایالت، که به‌طور غیررسمی به عنوان خان اوکراین شناخته می‌شود، ادغام کرد. پس از جنگ روسیه و ترکیه ۱۷۸۷–۱۷۹۲، یدیسان، تقریباً مطابق با شهر مدرن اودسا، توسط امپراتوری عثمانی در معاهده یاسی به عنوان بخشی از امپراتوری روسیه به رسمیت شناخته شد. بر اساس نخستین سرشماری امپراتوری روسیه در منطقه یدیسان، که در سال ۱۷۹۳ پس از اخراج تاتارهای نوگای انجام شد، چهل و نه روستا از شصت و هفت روستای بین رودخانه دنیستر و رودخانه بوگ جنوبی از نظر قومی رومانیایی بودند (که مولداویایی نیز نامیده می‌شوند). متعاقباً، روس‌های قومی منطقه را مستعمره کردند و شهرها و بندرهای جدید بسیاری را تأسیس کردند. در سال ۱۸۱۹، شهر اودسا به یک بندر آزاد تبدیل شد. جمعیت بسیار متنوعی در آن زندگی می‌کردند و بازرگانان دریای سیاه به آنجا رفت و آمد می‌کردند. در کمتر از یک سده، شهر اودسا از یک قلعه کوچک به بزرگترین شهر در منطقه روسیه نو تبدیل شد.
در زمان سرشماری امپراتوری سال ۱۸۹۷، جمعیت تقریبی استان اودسا نوین ۱٬۱۱۵٬۹۴۹ نفر بود. بر پایه آن سرشماری، ۳۳٫۹ درصد از جمعیت را اوکراینی، ۲۶٫۷ درصد روسی، ۱۶٫۱ درصد یهودی، ۹٫۲ درصد مولداوی، ۸٫۶ درصد آلمانی، ۲ درصد لهستانی و ۱٫۶ درصد بلغاری تشکیل می‌داد. این اعداد نشان می‌دهد که تنوع قومیتی در منطقه بسیار زیاد بوده و هیچ گروهی اکثریت مطلق را نداشته‌است.
در دوره اولیه اتحاد جماهیر شوروی اوکراین، استان اودسا از بخش‌هایی از استان خرسون سابق تشکیل می‌شد. این منطقه جدید پایه منطقه نوین اودسا را تشکیل داد. در طول دوران بین دو جنگ، بودجاک بخشی از پادشاهی رومانی بود. قحطی ۱۹۳۲–۱۹۳۳ هولودومور تأثیر جمعیتی عمیقی بر منطقه داشت. جمعیت آن ۱۵ تا ۲۰ درصد کاهش یافت. حدود یک دهه بعد، اشغال اوکراین توسط نازی‌ها در طول جنگ جهانی دوم تأثیر مخربی بر جمعیت یهودیان سابق منطقه داشت. همچنین در طول جنگ، بودجاک با تنوع قومیتی به عنوان استان ازمیل به SSR اوکراین ضمیمه شد و در سال ۱۹۵۴ در استان اودسا ادغام شد.
در زمان سرشماری شوروی در سال ۱۹۸۹، ۲۷٫۴٪ از جمعیت استان اودسا خود را قومی روسی معرفی می‌کردند، در حالی که ۵۵٫۲٪ خود را اوکراینی قومی معرفی می‌کردند. بقیه را بیشتر مولداوی‌ها، بلغاری‌ها و گاگائوزها تشکیل می‌دادند.